# ميشيل أوباما
ميشيل لافون روبنسن أوباما (بالإنجليزية: Michelle Obama)‏ (قبل الزواج روبنسن؛ وُلِدت 17 يناير 1964) محامية أمريكية، مديرة جامعية وكاتبة، كانت السيدة الأولى للولايات المتحدة الأمريكية بين عاميّ 2009 و2017. متزوجة من باراك أوباما، الرئيس الرابع والأربعون للولايات المتحدة الأمريكية، وتعد أول سيدة أولى من أصول أفريقية للولايات المتحدة.
ترعرت ميشيل أوباما في الجانب الجنوبي من شيكاغو، إلينوي، وهي خريجة من جامعة برينستون وكلية الحقوق في جامعة هارفارد. عملت في مكتب للمحاماة في مهنتها القانونية المبكرة، يدعى سيدلي أوستن حيث التقت باراك أوباما. ثم عملت في وقت لاحق في أعمال غير ربحية وكعميد مشارك لخدمات الطلاب في جامعة شيكاغو وكذلك نائب الرئيس للشؤون المجتمعية والخارجية في مركز جامعة شيكاغو الطبي. تزوجت ميشيل بباراك عام 1992، وأنجبا ابنتين.
قامت ميشيل بحملة من أجل مساعي زوجها الرئاسية على مدى عامي 2007 و2008، حيث ألقت خطابًا رئاسيًا في المؤتمر الوطني الديمقراطي لعام 2008. تحدثت عنه مرة أخرى في المؤتمر الوطني الديمقراطي لعام 2012. أثناء المؤتمر الوطني الديمقراطي في فيلادلفيا عام 2016، ألقت خطابًا تأييديًا للمرشح الرئاسي الديمقراطي هيلاري كلينتون، وهي سيدة أولى سابقة.
باعتبارها سيدة أولى، عملت ميشيل كنموذج يُحتذى به للنساء وعملت كداعية للتوعية بالفقر، والتعليم، والتغذية، والنشاط البدني، والأكل الصحي. دعمت المصممين الأمريكيين واعتُبرت رمز للأناقة.

## العائلة والتعليم

### الحياة الأولى والنشأة
وُلدت ميشيل لافاغان روبنسون في 17يناير عام 1964 في مدينة شيكاغو. عمل والدها، فريزر روبنسون الثالث، موظف محطة مياه في المدينة وأيضًا رئيس الدائرة الانتخابية للحزب الديمقراطي. وكانت والدتها، ماريان شيلدز روبنسون، تشغل وظيفة سكرتيرة في متجر سبيجل (Spiegel).
ترجع جذور عائلة روبنسون وشيفلدز إلى أصول الأفارقة الأمريكان في جنوب الولايات المتحدة قبل الحرب الأهلية الأمريكية. من ناحية الأب، تنحدر ميشيل من شعب «الجولا» في منطقة «لوو كانتري» في كارولاينا الجنوبية. وكان جيم روبنسون، جدها الأكبر من ناحية الأب، عبدًا في مزرعة «فريندفيلد» في كارولاينا الجنوبية، وهو الإقليم الذي لا يزال يعيش فيه بعضًا من عائلتها من ناحية الأب. شيّد جدها «فريزر روبنسون» منزله في كارولاينا الجنوبية. وعاد مع زوجته لافاغان إلى منطقة «لوو كنتري» بعد التقاعد.
نشأ «روبنسون» في منزل من طابقين كانت تملكه جدتها حيث استأجروا منها الطابق العلوي بينما كانت الجدة تسكن في الطابق الأرضي. كانت نشأة ميشيل في منزل متواضع على حد وصفها بوجود «الأم في المنزل والأب في العمل طوال النهار، ثم يجتمع الكل حول المائدة في العشاء». عانى والدها من مرض التصلب المتعدد والذي كان له أثر نفسيًا على نشأتها. ولكن ميشيل قررت ألا تدع أي أمر يصرفها عن دراستها، وهذا ما أراده والدها أيضًا. وفي الصف السادس التحقت ميشيل بفصل المميزين في مدرسة «برين ماور» الابتدائية والتي أُطلق عليها لاحقًا اسم (أكاديمية بوشيه). بعد ذلك انتقلت ميشيل إلى مدرسة «ويتني يونغ» الثانوية، وهي أول مدرسة في شيكاغو تقدم برامج خاصة ليست متوافرة في المدارس الثانوية العادية، تجذب الطلاب على أساس اختياري من جميع الأحياء في الإقليم الذي تقع فيه المدرسة دون التّقيُد بالقوانين العامة للمناطق التي يأتي منها الطلاب أو المنطقة التي تقع فيها المدرسة. وفي تلك المدرسة قابلت ميشيل زميلة الصف «سانتيتا» ابنة «جيسي جاكسون» الزعيم السياسي والناشط الحقوقي المعروف. وقالت ميشيل أنها تعرضت كثيرًا للتميز على أساس الجنس وذكرت على سبيل المثال أنه بدلًا من أن يطلبوا رأيها حول موضوع ما، كانوا يسألونها عن ما يعتقد أخيها بخصوص الأمر. كانت ميشيل على قائمة الشرف طوال الأربع سنوات، وحصلت على دروس دراسية متقدمة. كانت ميشيل أيضًا عضوًا في جمعية الشرف الوطنية، وشغلت منصب أمين صندوق مجلس الطلبة. وتخرجت عام 1981 وحصلت على المركز الثاني في الصف.

### التعليم وبداية الحياة العملية
حذت ميشيل حذو أخوها والتحقت بجامعة برنستون، الذي تخرج منها عام 1983 ليصبح بعد ذلك مدرب كرة السلة في جامعة «ولاية أوريغون»جامعة ولاية أوريغون وجامعة براون. وذكرت ميشيل أن بعض معلمي مدرسة الثانوية حاولوا مرارًا أن يصرفوا نظرها عن الأمر وأخبروها «أنها تريد أمر صعب المنال.» اعتقدت ميشيل أن وضع أخيها بعد التخرج ساعدها كثيرًا أثناء عملية التسجيل في الجامعة، ولكنها صممت على إثبات قدراتها أيضًا. وتعترف ميشيل أنها كانت في حالة ذهول في عامها الدراسي الأول، ربما كان ذلك بسبب عدم وصول أيًا من والديها إلى مرحلة التعليم الجامعي، وأنه لم تدخل على حرم الكلية من قبل. وورد أن والدة إحدى الطالبات ذات البشرة البيضاء حاولت نقل ابنتها اعتراضًا على وجود ميشيل ذات الأصول الإفريقية ولكن الأمر لم يفلح. ولقد وصفت ميشيل فترة دراستها الجامعية بأنها المرة الأولى التي أدركت فيها أمر اختلاف عرقها، وأنه بالرغم من رغبة زملاءها ومعلميها في محاولة فهمها، كانت دائمًا تشعر أنها مجرد ضيفة في الكلية. وصرحت «أتذكر كيف كنت مصدومة من وجود طلبة يقودون سيارة ماركة بي إم دبليو. فلم أرى حتى أولياء أمور يقودون تلك السيارات من قبل.»
أثناء دراستها بالجامعة، انخرطت ميشيل في نشاط مركز العالم الثالث (المعروف حاليًا باسم مركز مجالات كارل)، وهو فريق ثقافي وأكاديمي يدعم الطلبة من الأقليات، ويقدم لهم الدروس الخصوصية بعد المدرسة. وانتقدت ميشيل الطريقة التقليدية لتدريس اللغة الفرنسية ورأت أنه يجب أن يكون التعليم يعتمد على المحادثة أكثر من ذلك. وكتبت ميشيل كجزء من مشروع التخرج بحث بعنوان «برينستون- المتعلمون السود ومجتمع السود.» وأرسلت ميشيل استبيان لكل الطلبة الأفارقة-الأمريكان الذين تخرجوا من جامعة برينستون تسألهم أن يصفوا كيف كانوا متسامحين مع فكرة اختلاف عرقهم قبل الالتحاق ببرينستون وكيف أصبحوا يشعرون بالفروق العرقية منذ فترة انتسابهم إلى هذه الجامعة وما بعدها. ولم يرد على هذا الاستبيان سوى 90 خريج من بين 400 طالب أُرسلت لهم الاستبيان. تخصصت ميشيل في علم الاجتماع، بينما اختارت التخصص الفرعي في مجال الدراسات الأمريكية الأفريقية. وتخرجت بامتياز مع درجة بكالوريوس في الفنون عام 1985.
التحقت ميشيل بكلية الحقوق بجامعة هارفارد لتحصل على درجة الدكتوراه عام 1988. وقد علّقت كاتبة السيّر الذاتية، «ألما بوند»، أن ثقة ميشيل قد زادت وأن هذه الخطوة قد وضعتها على بداية الطريق. وقد قال مُرشد أعضاء هيئة التدريس لكلية الحقوق بهارفورد «تشارلز أوجلتري» أن ميشيل في هذه المرحلة قد توصلت لإجابة السؤال الذي لطالما أرقها أثناء دراستها في برنستون: هل ستظل مجرد فتاة من أصول إفريقية أم ستكمل ما بدأته في برنستون؟ وقد قررت أنها تستطيع أن تكون مزيج من كلاهما «بارعة وإفريقية الأصل.» شاركت ميشيل في مظاهرات تؤيد تعيين الأساتذة الذين كانوا من الأقليات وعملت لحساب مكتب هارفورد للخدمات القانونية الذي تديره الطلاب حتى تساعد المُستأجرين ذات الدخل المنخفض في قضايا السكن. ويُذكر أن ميشيل هي ثالث سيدة أولى تحمل درجة الماجستير، عقب هلاري كلينتون ولاورا بوش. وصرحت ميشيل أن تعليمها قد أعطاها فرص كثيرة تفوق ما توقعته. في يوليو 2008، قبلت دعوة لتكون عضوًا فخريًا في مئوية نادي النساء السود «ألفا كابا ألفا»Alpha Kappa Alpha الذي لم يكن يوفر أنشطة للطلبة اثناء دراستها في برنستون.

## الحياة المهنية
بعد الانتهاء من كلية الحقوق، إلتحقت ميشيل للعمل في مكتب محاماة «سيدلي أوستن» وهو سادس أكبر مكتب محاماة في الولايات المتحدة، وهو المكان نفسه الذي التقت فيه ميشيل بزوجها باراك أوباما للمرة الأولى. وعملت ميشيل في هذا المكتب في مجالي التسويق والملكية الفكرية. وما زالت تحمل ترخيص مزاولة مهنة المحاماة، ولكنها لم تعد تحتاجها في مجال العمل منذ 1993.
وفي عام 1991 شغلت ميشيل عدة مناصب في القطاع العام التابعة لحكومة مدينة شيكاغو، مثل مساعدة عمدة المدينة، والمفوض المساعد للتخطيط والتنمية. وأصبحت المدير التنفيذي لمكتب الحلفاء العامة في شيكاغوعام 1993، وهي منظمة غير ربحية تشجع الشباب على العمل في الشؤون الاجتماعية في مجموعات لا تستهدف الربح ولحساب الوكالات الحكومية. عملت ميشيل قرابة الأربع سنوات وسجلت أرقام قياسية لجمع التبرعات لحساب المنظمة والتي استمرت حتى 12 عامًا بعدما تركتها ميشيل.
في عام 1996، شغلت منصب معاون عميد الكلية للخدمات الطلابية في جامعة شيكاغو، وهناك قامت بتطوير مركز الخدمة المجتمعية التابع للجامعة. وفي عام 2002، بدأت ميشيل العمل لحساب مستشفيات جامعة شيكاغو، أولًا شغلت منصب المدير التنفيذي للشؤون المجتمعية، ثم ترقت بعد ذلك بداية من مايو 2005 لتصبح نائبة الرئيس للشؤون الخارجية والمجتمعية. واستمرت في شغل منصبها في مستشفيات جامعة شيكاغو أثناء الحملة الانتخابية الأولى لأوباما، لكنها بعد ذلك تركت الدوام الكامل لتعمل لفترة جزئية من اليوم حتى تقضي بعض الوقت مع بناتها وأيضًا للعمل مع زوجها في حملته الانتخابية، وبعدها أخذت إجازة من عملها. وطبقًا للتقرير الضريبي للزوجين لعام 2006، كانت ميشيل تتقاضى 273,618 دولار من عملها في مستشفيات جامعة شيكاغو. بينما كان زوجها يتقاضى 157,082 دولا من عملة في مجلس الشيوخ الأمريكي. ولكن وصل إجمالي دخليهما 991,296 دولار، بما في ذلك 51,200 دولار مقابل عضوية ميشيل في لجنة «تري هاوس» للأغذية، عائدات مالية من الاستثمارات وحقوقه المادية من الكتب التي قام بتأليفها. وصرحت ميشيل أنها لم تكن سعيدة بوظيفة شغلتها من قبل قدر سعادتها بعملها في مكتب الحلفاء العامة حيث تقوم ببناء جيل من الشباب.

## ميشيل أوباما

### الحملات المبكرة
أوضحت أوباما خلال لقاء لها أن هناك «احتمالاً قويًا» بأن يدخل زوجها الحياة السياسية، كما عبرت عن مخاوفها من أن هذه الأمر سيجعل حياتهم «كالكتاب المفتوح» بعد أن كانت تتسم بالخصوصية. وعلى الرغم من أنها كانت تقود الحملات نيابة عن زوجها في بداية مشواره السياسي عن طريق المصافحة وجمع الأموال، فإنها لم تكن تستسيغ هذا المجال. وحين كانت تقود حملة ترشح زوجها لانتخابات مجلس النواب عام 2000، سألها رئيسها في جامعة شيكاغو عما إذا كان هناك شيء واحد استمتعت به في الحملة، وبعد فترة من التفكير أجابت بأن زيارة العديد من غرف الجلوس منحتها بعض الأفكار الجديدة المزخرفة. ويقال أنها رفضت طلب الحملة فيما يخص حضورها لجمع التبرعات. لم تكن أوباما راضية عن خوض زوجها للانتخابات من أجل الحصول على مقعد في الكونجرس، وعقب هزيمته في الانتخابات رأت أوباما أنه من الأوقع أن يوجه زوجها اهتمامه صوب الاحتياجات المالية لأسرته.

### حملة الانتخابات الرئاسية عام 2008

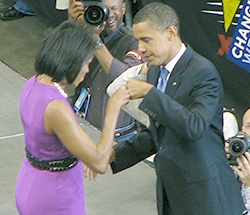
أوباما وزوجه يتصافحان بضرب القبضة بعد فوزه بترشيح الحزب الديموقرطي.

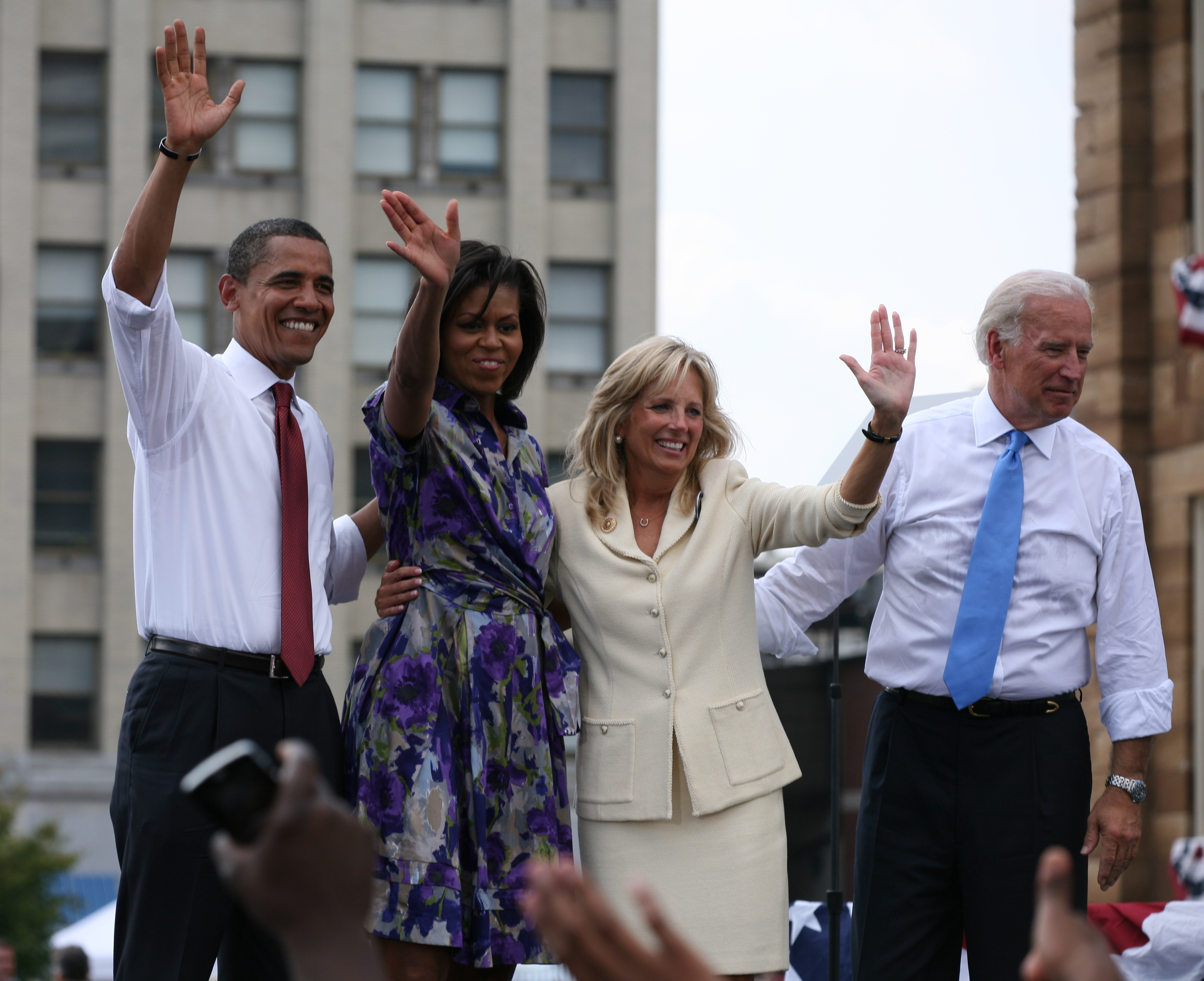
أوباما وزوجته برفقة جو بايدن وزوجه الدكتورة جيل بايدن لحظة الإعلان عن منصب نائب رئيس الجمهورية في سبرينغفيلد (إلينوي).

في باديء الأمر، كان لأوباما بعض التحفظات على حملة الانتخابات الرئاسية الخاصة بزوجها، ويرجع ذلك إلى خوفها من أن يعود ذلك بالسلب على ابنتيها. وقد صرحت بأنها أجرت مفاوضات مع زوجها للوصول إلى اتفاق يتعهد فيه الزوج بالإقلاع عن التدخين مقابل الحصول على دعمها في الترشح للانتخابات. وعن دورها في حملة زوجها الانتخابية، أوضحت أنها لم تكن مستشارة رفيعة المستوى في الحملة. وخلال الحملة، ناقشت أوباما القضايا العرقية والتعليمية مستخدمة الأمومة كإطار لعملها.
وفي مايو 2007، بعد مرور ثلاثة أشهر على خوض زوجها للسباق الرئاسي، خفضت أوباما مسؤلياتها المهنيية بنسبة 80% حتى تدعم حملة زوجها الانتخابية. في بداية الحملة، كانت مشاركة أوباما محدودة؛ حيث كانت تسافر لحضور فاعليات ومناسبات سياسية يومين في الأسبوع فقط ونادرًا ما كانت تسافر ليلاً أو تقوم بالمبيت. لكن بحلول فبراير 2008، ازدادت مشاركتها في الحملة على نحو ملحوظ، فقد حضرت ثلاث وثلاثين فاعلية في ثمانية أيام. وقد ظهرت في العديد من اللقاءات الخاصة بالحملة مع الإعلامية أوبرا وينفري. وخلال الحملة الانتخابية، حرصت بعض وسائل الإعلام على وضعها في الصورة النمطية «للمرأة السمراء الغاضبة»، كما عملت بعض المواقع الإلكترونية على الترويج لهذه الصورة، ما دفعها إلى الرد: «لطالما كنت أنا وباراك يُنظَر إلينا هكذا من قبل العامة ومازلنا نتلقى هذه النظرة، لقد قمنا بتطوير جلودنا السميكة خلال مشوارنا. عندما تكون خارج الحملة الانتخابية، يكون هناك العديد من الانتقادات، لقد تقبلت هذا الأمر على مضض، وفي نهاية اليوم أدركت أن علىّ تقبل الأمر على علته.» وبحلول موعد المؤتمر الوطني الديموقراطي عام 2008 في أغسطس، لاحظت وسائل الإعلام أن ظهور أوباما في الحملة الانتخابية أصبح ألطف مما كانت عليه في بداية السباق، حيث أصبحت تلتمس الاهتمام وتتعاطف مع الجمهور بدلاً من إلقاءهم بالتحديات، كما أجرت بعض اللقاءات في برامج مثل ذا فيو (The View) بالإضافة إلى مجلة ليديز هوم جورنال، وذلك بدلاً من الظهور في البرامج الإخبارية. وقد انعكس هذا التغيير حتى على اختيارها للأزياء؛ حيث أصبحت ترتدي ملابسًا غير رسمية بدلاً من الملابس التي اعتادت الظهور بها. كان هذا التغيير مقصودًا بهدف تحسين صورتها أمام العامة. وقد تم تداول هذا الأمر على نطاق واسع في وسائل الإعلام. كانت الحملة الانتخابية بمثابة أول ظهور لأوباما في المشهد السياسي الوطني، وقبل أن تضيق دائرة الانتخابات في الحزب الديموقراطي لتصل إلى مرشحين، كانت أوباما أقل زوجات المرشحين شهرة. في بداية الحملة قدمت بعد الحكايات الأسرية الخاصة بأوباما، لكن عندما بدأت الصحافة بالسخرية، خففت من الأمر.
وخلال الليلة الأولى من المؤتمر الوطني الديموقراطي عام 2008، قام كريغ روبنسون بتقديم أخته الصغرى.

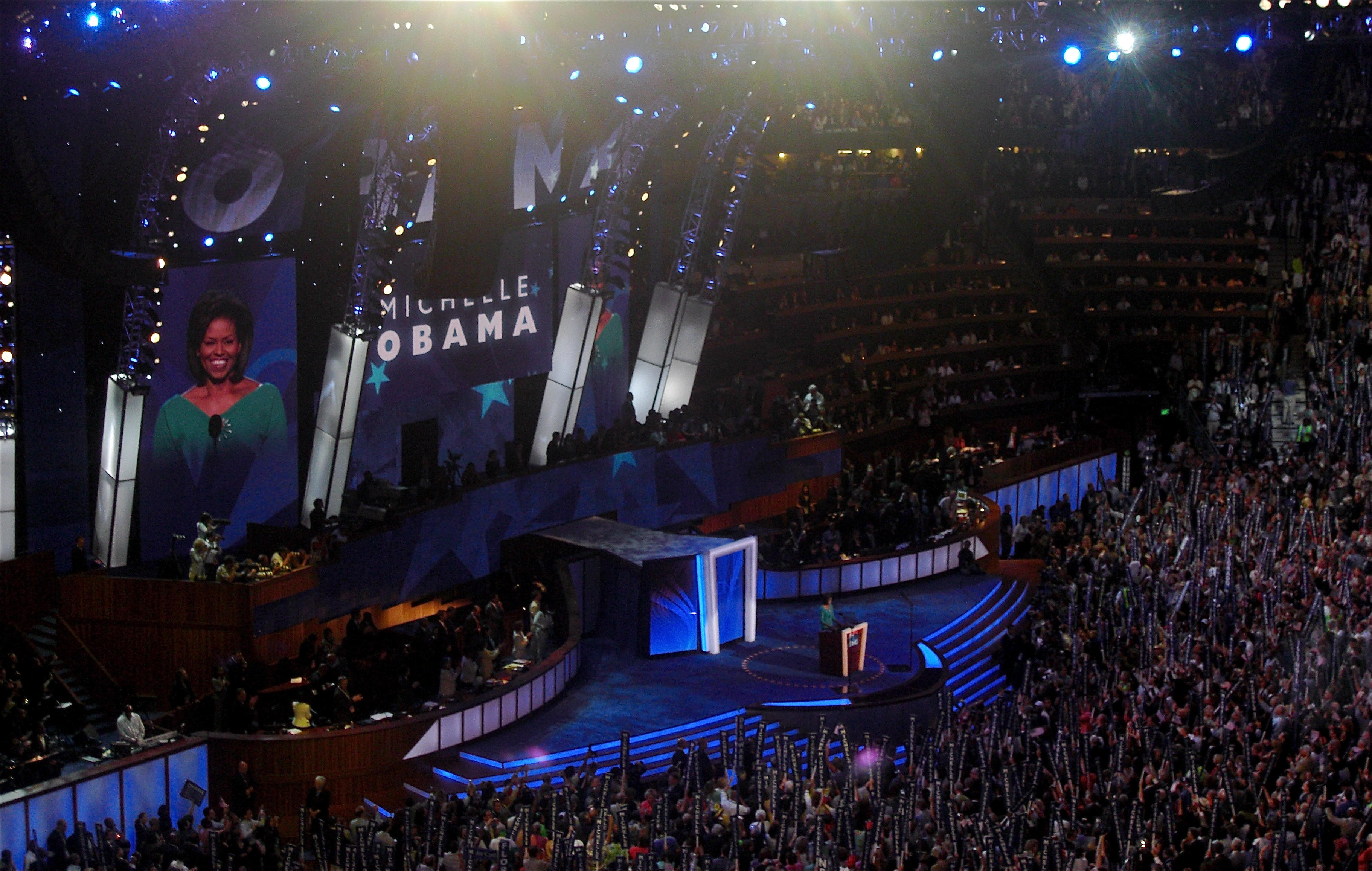
أوباما تلقي خطابًا في المؤتمر الوطني الديموقراطي عام 2008.

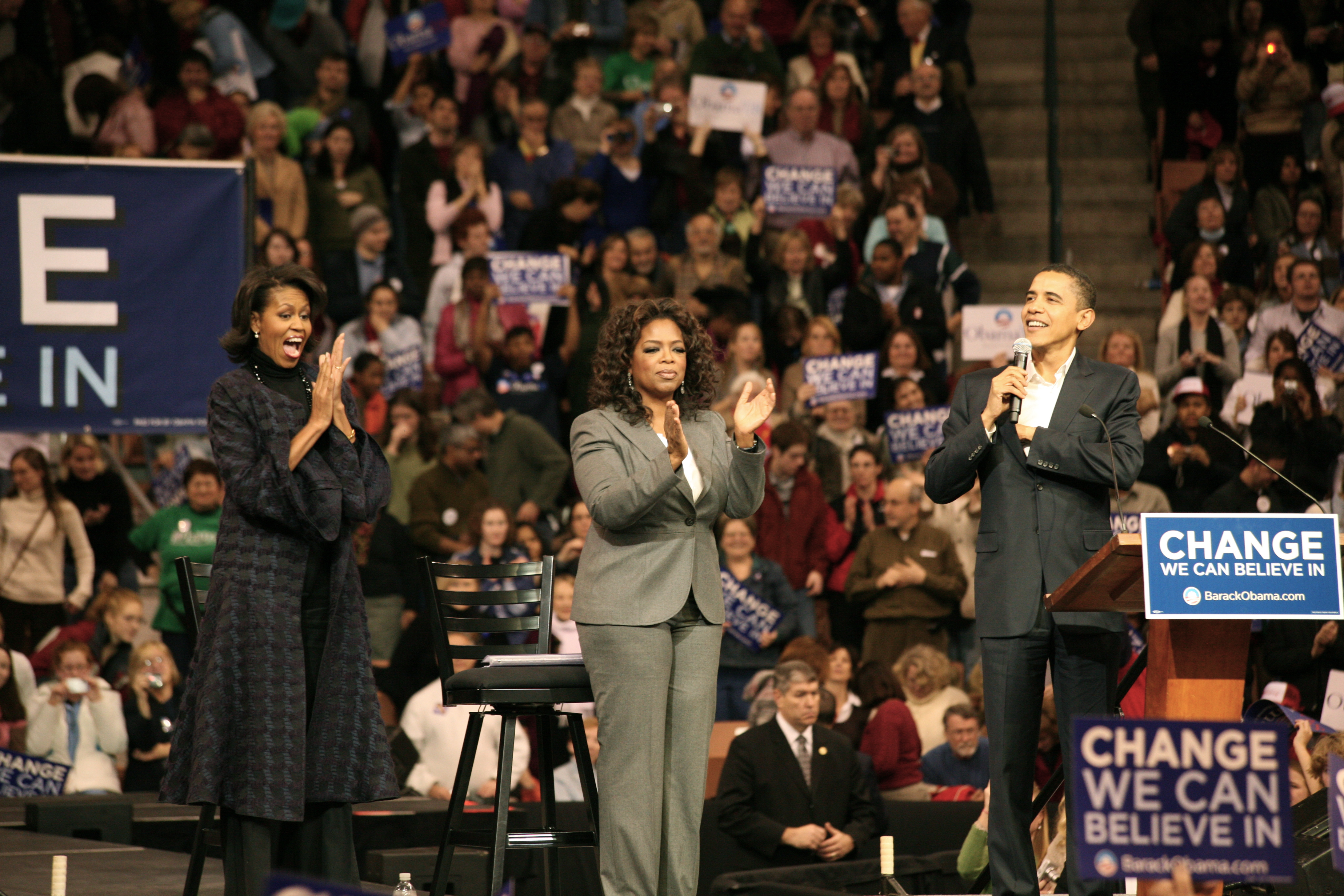
أوبرا وينفري تنضم إلى أوباما في الحملة الانتخابية، 10 ديسمبر 2007.

وخلال المؤتمر ألقت أوباما كمة سعت من خلالها تصوير نفسها وأسرتها باعتبارهم تجسيدًا للحلم الأمريكي. وقد صحت أوباما بأنها عي وزوجها يؤكنون «بأن المرء يعمل جاهدًا لتحقيق ما يريده في الحياة، وأن كلمة المرء ميثاق؛ فعلى المرء أن يفي بما يعد به، وأن يعامل الجميع بما يحفظ كرامتهم ويضمن احترامهم، حتى وإن كان لا يعرفهم أو يتفق معهم.» كما أكدت على حبها لبلادها، ردًا على الانتقادات التي لاقتها تصريحاتها السابقة التي عبرت فيها عن شعورها بالفخر ببلادهالمرة الأولى،  حيث تم اعتبار تصريحاته الأصلية زلة لسان. لاقى هذا الخطاب قبولاً واستحسانًا ملحوظًا، وتم استعراضه استعراضًا ايجابيًا. وبحسب تقارير راسموسن، فإن شعبيتها لدى الأمريكيين بلغت 55%. وفي برنامج إذاعي في السادس من أكتوبر لعام 2008، عندما سأل الإعلامي لاري كينج أوباما عما إذا كان الناخب الأمريكي قد تخلص من تأثير برادلي، أوضحت أوباما أن ترشيح أوباما يعد مؤشرًا قويًا على ذلك. وفي الليلة نفسها ظهرت أوباما مع جون ستيوارت في برنامج ذا ديلي شو، حيث حاولت التهرب من النقد الموجه إلى زوجها وإلى حملته الانتخابية. وفي برنامج نبض أمريكا (America's Pulse) الذي يذاع على قناة فوكس نيوز، وصف إديث آن هيل حركة ضربة القبضة التي قام بها أوباما عقب فوزه بترشيح الحزب الديمقراطي في انتخابات الرئاسة، وقد تم توقيفه على الهواء وإلغاء اللقاء.

### حملة إعادة الانتخابات عام 2012

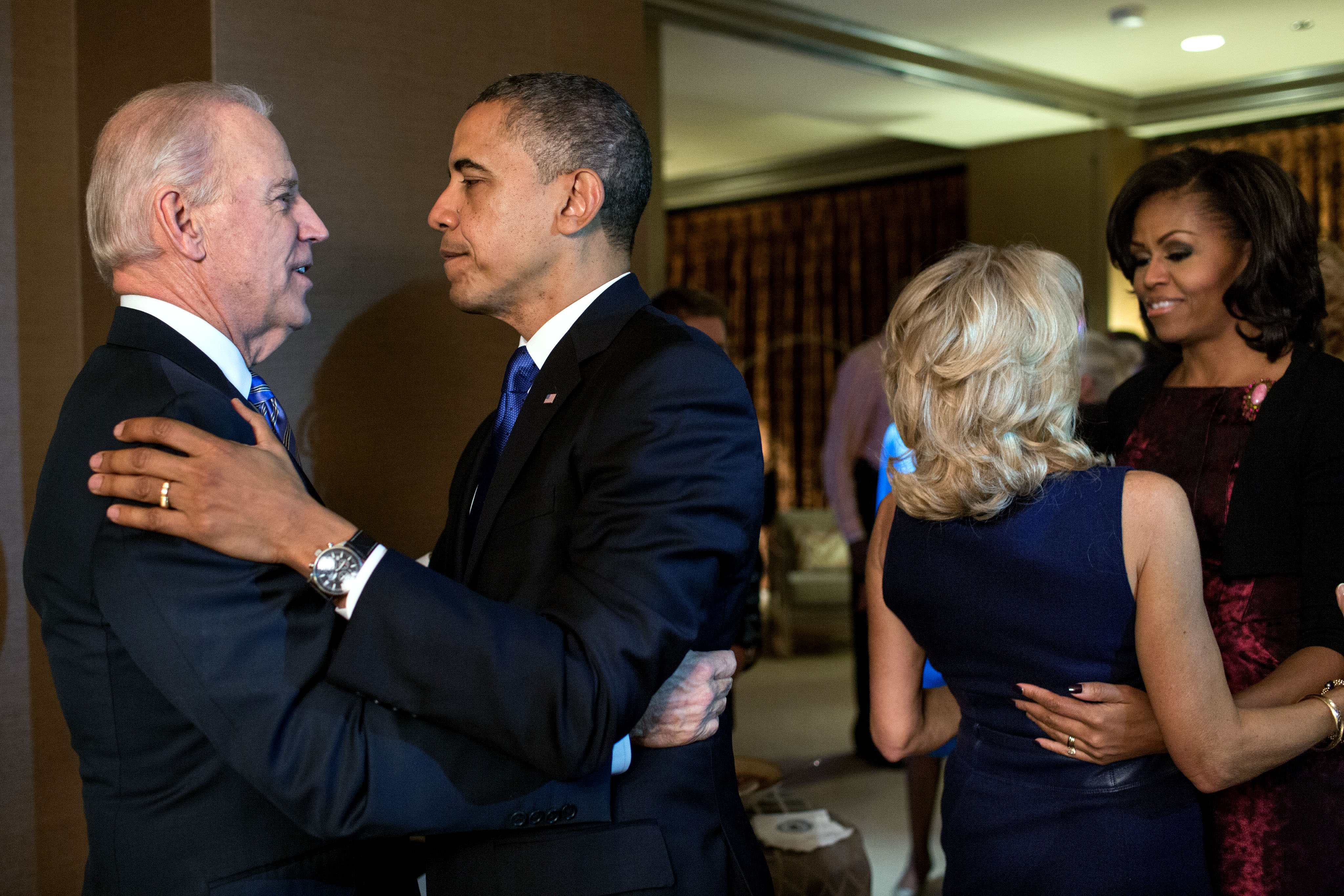
أوباما (في أقصى اليمين) وجيل بايدن تحتفلان بفوز زوجيهما بإعادة الانتخابات 2012.

### الحملة الانتخابية الثانية 2012
بدأت ميشيل العمل في الحملة الانتخابية لصالح زوجها في إعادة انتخابات 2012. وقد أصبحت ميشيل أكثر نشاطًا في المجال السياسي بدءًا من 2011 عما كانت عليه في انتخابات 2008. وأثناء مرحلة الانتخابات تركت ميشيل انطباعًا وبصمة واضحة لها حتى أن البعض صرحوا أنها العضو الأكثر شعبية بين أعضاء إدارة الرئيس أوباما، حيث لم تقل أرقام التصويت الخاصة بها في المناقشات العامة عن 60% منذ دخولها البيت الأبيض، كما وصفها مسئول كبير في حملة أوباما أنها «أكثر الرموز السياسية شعبية في أمريكا».
أسهم ذلك التقدير الإيجابي التي تلقته ميشيل في نشاط دورها السياسي أثناء إعادة الانتخابات الرئاسية،  ويُذكر أن التحدي الكبير أمام حملة أوباما كان كيفية الاستفادة من جهود ميشيل بدون التأثير سلبًا على شعبيتها. كان أوباما شخصية تتمتع باستقطاب جماهيري، حيث كان لديه جمهور يدين له بالولاء الشديد ولكن في الوقت نفسه كان هناك من يبادله العداوة الضارية. ومن جانبها، كانت ميشيل تحسن من صورتها على الدوام منذ ترشح زوجها للمرة الأولى في الانتخابات الرئاسية. وقد ذكرت إزابيل ويلكنسون في الموقع الإخباري«ذا ديلي بيست» أن أسلوب ميشيل تغير على مدار الحملة الانتخابية حيث أصبحت حساسة ومقتصدة.
أبدت ميشيل ثقتها الكاملة بمهارات أوباما الجدلية حتى قبل بداية المناقشة الأولى لحملته، على الرغم من ذلك قد انتقد البعض أوباما لقله ثقته والنظر للأرض أثناء مناقشته مع رومني- المرشح المنتخب أمام أوباما في ذلك الوقت –وقد خسر أوباما تلك المناظرة. حصلت ميشيل على تقييم إيجابي بنسبة 61% حسب التقييم التي اجرته جريدة نيوورك تايمز عن كلمة ميشيل عام 2012 في المؤتمر الوطني الديمقراطي، وكانت هذه أعلى نسبة تصويت حصلت عليها ميشيل منذ إبريل 2009. عملت ميشيل على إضفاء ورسم الطابع الإنساني على شخصية أوباما أمام الجماهير عن طريق التطرق إلى قصص عنه، محاولة بذلك جذب الأصوات النسائية في بعض الولايات التي كانت تكاد تتساوى فيها أصوات الناخبين لكلا المرشحين. وفي جريدة «ذا جارديان The Guardian» صرح بول هاريس قائلًا أن «آن رومني» زوجة المرشح الرئاسي الآخر –مات رومني - تتبنى الأسلوب ذاته في جذب الأصوات. وبالفعل أظهرت نتائج التصويت لشهر أكتوبر أن كلا المرشحين حصلوا على نسبة 47% أصوات نسائية. بينما حصلت ميشيل أوباما على نسبة تأييد 96% مقابل 52% لزوجة المرشح الآخر آن رومني. وعلى الرغم من تفوق نسبة التصويت لصالح ميشيل دائمًا، ظلت هذه المقارنة قائمة بين زوجتي المرشحين من قِبّل وسائل الإعلام حتى نهاية المرحلة لانتخابية، وعلق ميشيل كوتل على هذا الأمر في مجلة «نيوزويك Newsweek» قائلًا ’’ليس هناك ثمة تصويت لاختيار السيدة الأولى.‘‘

## السيدة الأولى للولايات المتحدة
في الأشهر الأولى لها بعد أن أصبحت ميشيل السيدة الأولى، قامت بزيارة الملاجئ ومطاعم الفقراء التي كانت تعرض الطعام مجانًا للفقراء. وكذلك أرسلت ممثلين عنها إلى المدارس وأيدت الخدمة العامة.
كما أيدت ميشيل أولويات سياسة زوجها من خلال تعزيز مشروعات القوانين التي تدعم تلك السياسات. وأقامت ميشيل حفل استقبال في البيت الأبيض استضافت فيه المؤيدين لحقوق المرأة احتفالًا بقانون المساواة في الأجور عام 2009. كما دعمت ميشيل مشروع قانون التحفيز الاقتصادي أثناء زياراتها لوزارة الإسكان والتنمية الحضرية ووزارة التربية والتعليم. بينما أيد البعض أنشطة ميشيل التشريعية، أنتقد آخرين تدخل ميشيل في الشئون السياسية. طبقًا لتصريحات للمثلين عنها، قالت انها تعتزم زيارة جميع الوكالات على المستوى الوزاري الولايات المتحدة الأمريكية حتى تكون أكثر إحاطة وعلمًا بشؤون واشنطن.
في 5 يونيو 2009، أعلن البيت الأبيض أن ميشيل أوباما قد استبدلت كبيرة المستشارين الحالية الخاصة بها بسوزان شير –التي كانت صديقتها منذ فترة طويلة ومستشارتها أيضًا. وفي عام 2009 تم اختيار ميشيل لتكون شخصية العام الأكثر تميزًا في برنامج بربارا والتيرز.
وصفت ميشيل كسيدة أولى مبادراتها الأربعة الأولية في مذكراتها: دعونا نتحرك!، نصل إلى مستوى أعلى، نترك الفتيات يتعلمن، ونجمع قوانا. من بين المبادرات التي اتخذتها السيدة الأولى ميشيل أوباما الدعوة بالنيابة عن الأسر العسكرية، مساعدة النساء العاملات في الموازنة بين الحياة المهنية والأسرة، تشجيع الخدمة الوطنية، وتعزيز الفن وتعليم الفنون. جعلت ميشيل من دعم الأسر والأزواج العسكريين مهمة شخصية وارتبطت ارتباطًا وثيقًا مع الأسر العسكرية. طبقًا لمعاونها، أبكتها كل قصص التضحيات التي قامت بها هذه الأسر. في أبريل 2012، مُنحت ميشيل وزوجها جائزة مؤسسي مؤسسة جيرالد واشنطن التذكارية من قبل التحالف الوطني للمحاربين القدماء المشردين. تعتبر هذه الجائزة أعلى تكريم يُمنح للمحاربين القدامى المشردين. كُرمت أوباما مرة أخرى بالجائزة في مايو 2015، قُبلت من قِبل جيل بايدن.
في نوفمبر 2013، نُقدت مقالة سياسية انتقادًا حادًا عبر الطيف السياسي لميشيل كوتل اتهمت فيها ميشيل أوباما بأنها «كابوس نسائي» لعدم استخدامها لمنصبها وتعليمها للدعوة لقضايا المرأة. اقتبست كوتل عن ليندا هيرشمان قولها عن الأساليب العصرية لميشيل، تعزيز البستنة والطعام الصحي، ودعم الأسر العسكرية «إنها في الأساس أصبحت السيدة الإنجليزية للعزبة، حزب المحافظين، حوالي 1830.» من أبرز المُنتقدين لكوتل كانت مقدمة إم إس إن بي سي ميليسا هاريس بيري، التي سألت خطابيًا «هل أنت جادة؟» لاحظ مؤيدو أوباما أن السيدة الأولى كانت واحدة من الأشخاص الوحيدين في الإدارة لمناقشة البدانة، من خلال الترويج لعادات الأكل الجيدة، التي تعد أحد أزمات الصحة العامة الأمريكية البارزة.
في مايو 2014، انضمت ميشيل إلى حملة إعادة الفتيات اللاتي اختُطفن في نيجيريا إلى المدارس. غردت السيدة الأولى على تويتر بصورة لنفسها مُمسكةً ملصقًا يحمل شعار الحملة #أرجعوا_فتياتنا. كتبت ميشيل في كتابها عن أن تجنيد المساعدة لمبادرتها علَّم الفتيات إنتاج أغنية «هذا من أجل فتياتي» وغناءها.

## من مؤلفاتها
- كتاب: وأصبحت (مذكرات - يتحدث عن حياة السيدة الأولى السابقة، ابتداءا بطفولتها في تشيكاغو وانتهاءا بالبيت الأبيض وما بعده. الكتاب صدر سنة 2018).